# 舒厚仁
舒厚仁（1879年—1951年），中国早期留英学生，香港、英国医学家，曾创办华中首座中西医结合医院。英文名：Hou Jen Shu，字栋臣。

## 生平
出自世代基督教家族，祖籍浙江宁波府慈溪县庄桥，生于大清上海。是晚晴翻译家舒高第长子。英文名原作Cornelius Agnew Suvoong，其中“Cornelius Agnew”是舒高第为纪念其在美国纽约学医时教授所起（Cornelius Agnew是舒高第美国医学教授之名），后其英文名改作更简洁的Hou Jen Shu。早年即赴英国苏格兰阿伯丁大学学医，1903年获得硕士学位，1907年获得博士学位，是该校首位华人学生。回国后在汉口行医。1911年，经世交颜惠庆介绍，与其妹颜庆莲在汉口于1911年结婚。
舒曾任汉阳钢铁厂卫生股长，后在汉口自开诊所行医，又创办中英药房。1917年，发起成立汉口慈善总会中西医院，自任西医院长。该医院于1920年9月落成，同年10月12日开诊，是武汉历史上首座中西医结合医院和最大规模医院之一，有病床100座，中、西医主治医生各6人。又协助岳父颜永京创办文华书院，该书院后作华中大学，舒任校董。
二战期间舒坚持行医，在汉口沦陷前乘最后一班火车撤离城市，身上仅携带行医箱一个。舒此后居香港行医，因其有英国医学博士学位，获得港英行医执照，为香港当时极少数受系统西医教育的华人医生之一。1951年，逝世于英国伦敦。

## 家庭
- 父晚晴著名翻译家舒高第。
- 弟有诸多名人，包括舒厚德、舒鸿等[4]。
- 妻颜庆莲出自世家颜永京家族，是颜惠庆之妹[5]。
- 与妻有一子二女：
  - 子舒昌誉，英国格拉斯哥大学医学博士，国民政府卫生部官员，亦是中国在世卫任职的最早期官员[2][3]。
    - 孙女舒隆美，美国保险业总裁[6]。

  - 长女舒丽安[6]。
  - 次女舒丽雅[6]。